# Міжнародний конкурс юних істориків «Лелека»
Міжнаро́дний ко́нкурс ю́них істо́риків «Леле́ка»  — міжнародний конкурс, який проводиться Міністерством освіти і науки України серед школярів з  історії.

## Мета і завдання конкурсу
Мета конкурсу:
- популяризація історичних знань  серед учнівської молоді для пізнання власної  історії  в контексті загальносвітової
- активізація та актуалізація вивчення історії у  навчальних закладах
- підвищення рівня знань з історії
- розвиток дослідницьких здібностей учнів
- патріотичне виховання школярів та формування у них історичної пам’яті
- популяризація ідей конкурсу серед учнівської молоді в інших державах.

Основними завданнями  конкурсу є:
- підвищення інтересу учнів до вивчення вітчизняної  та всесвітньої історії
- поглиблення  та структурування знань учнів  з історії
- сприяння вихованню в учнів патріотизму та поваги до історичного минулого
- створення підґрунтя  в підготовці до державної підсумкової атестації та зовнішнього незалежного оцінювання з історії
- залучення широкого кола сільської молоді до активної участі в інтелектуальних змаганнях з історі
- співпраця вчителів різних країн у галузі  шкільної історичної освіти.

## Учасники конкурсу
У конкурсі мають право брати участь за власним бажанням учні 5–11-х класів загальноосвітніх навчальних закладів,  учні професійно-технічних навчальних закладів України, учнівська молодь інших держав. У конкурсі можуть брати участь учні інших держав, про що керівники їх осередків мають  повідомити Оргкомітет не пізніше січня поточного року.

## Конкурсні завдання
Конкурсні завдання складаються з тестових і творчих завдань. Тестові завдання розробляються окремо для кожного класу відповідно до навчальної програми. Учаснику  пропонуються 30 тестових завдань з історії,  які мають 3 рівні складності. До кожного із тестових завдань пропонуються чотири варіанти відповідей, з яких лише одна правильна. Творчі завдання можуть оголошуватися Оргкомітетом додатково і виконуються учасниками конкурсу на бажання. Умови і термін виконання творчих завдань визначаються  і надсилаються Оргкомітетом на місця додатково.Творчі завдання виконуються відповідно до тематики та рекомендацій, наданих Оргкомітетом. Учасники, які виконують творчі завдання, отримують сертифікати, заохочувальні призи тощо. 
Оцінювання  тестових завдань здійснюється відповідно до їх рівня:
- кожне із завдань І рівня  оцінюється 2 балами;
- кожне із завдань II рівня  оцінюється  4 балами;
- кожне із завдань III (вищого) рівня  оцінюється 5 балами.

Учасник може набрати максимум  100 балів.

## Див.також
- Середня освіта